# Gobernador general de Antigua y Barbuda
El gobernador general de Antigua y Barbuda (en inglés: «Governor-General of Antigua and Barbuda») es el representante de la monarquía de Antigua y Barbuda, actualmente titulada por el rey Carlos III del Reino Unido. La residencia oficial del gobernador general es la Casa de Gobierno.
El cargo de gobernador general se estableció cuando Antigua y Barbuda obtuvo su independencia el 1 de noviembre de 1981, antes de lo cual había existido el cargo equivalente de gobernador de Antigua y Barbuda. El actual gobernador general es Sir Rodney Williams, designado por la reina Isabel II y en el cargo desde el 14 de agosto de 2014.

## Gobernadores generales de Antigua y Barbuda (1981-presente)
| Toma de cargo          | Deja el cargo        | Nombre (nacimiento-fallecimiento) |
| ---------------------- | -------------------- | --------------------------------- |
| 1 de noviembre de 1981 | 10 de junio de 1993  | Sir Wilfred E. Jacobs (1919–1995) |
| 10 de junio de 1993    | 30 de junio de 2007  | Sir James Carlisle (n. 1937)      |
| 17 de julio de 2007    | 14 de agosto de 2014 | Dame Louise Lake-Tack (n. 1944)   |
| 14 de agosto de 2014   | En el cargo          | Sir Rodney Williams (n. 1947)     |